# Isoetes × eatonii
Isoetes × eatonii là một loài dương xỉ trong họ Isoetaceae. Loài này được R. Dodge pro. sp. mô tả khoa học đầu tiên năm 1897.
Danh pháp khoa học của loài này chưa được làm sáng tỏ. 

## Hình ảnh

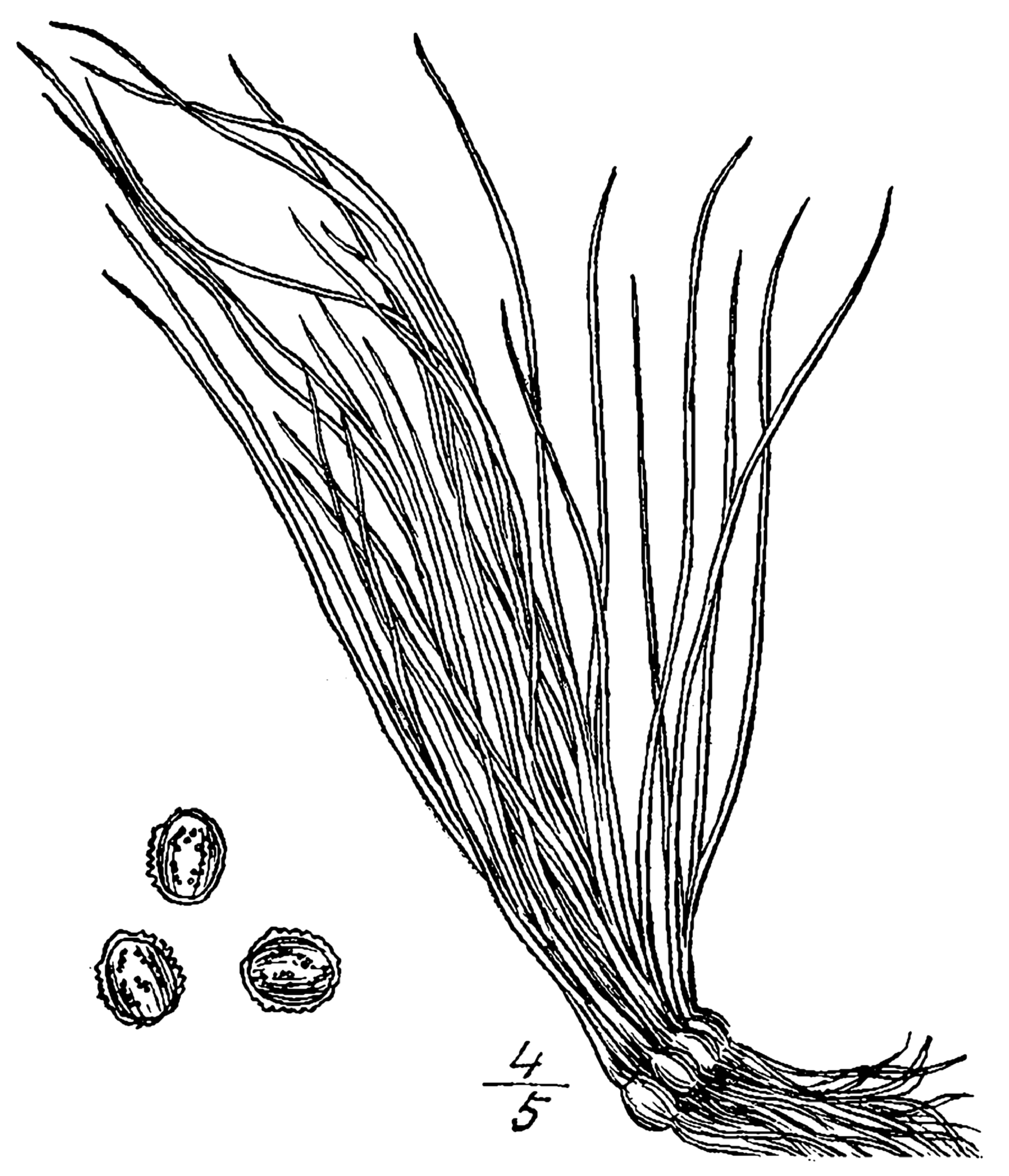